# Internationale Persvrijheidsprijs
De Internationale Persvrijheidsprijs van de CJP (CPJ International Press Freedom Awards) is sinds 1991 een internationale prijs van de niet-gouvernementele organisatie Committee to Protect Journalists.
De prijs wordt jaarlijks in november aan meerdere journalisten tegelijk uit verschillende delen van de wereld toegekend. De uitreiking vindt, indien mogelijk, plaats in New York. De prijswinnaars worden geselecteerd vanwege hun verdediging van de persvrijheid, terwijl ze daarbij blootstonden aan aanvallen, bedreigingen en/of gevangenneming.

## Winnaars
1991
- Pius Njawe (Kameroen)
- Wang Juntao en Chen Ziming (Volksrepubliek China)
- Bill Foley en Cary Vaughan (Verenigde Staten)
- Tatjana Mitkova (Sovjet-Unie)
- Byron Barrera (Guatemala)

1992
- David Kaplan (Verenigde Staten)
- Muhammad Al-Saqr (Koeweit)
- Sony Esteus (Haïti)
- Gwendolyn Lister (Namibië)
- Thepchai Yong (Thailand)

1993
- Omar Belhouchet (Algerije)
- Doan Viet Hoat (Vietnam)
- Nosa Igiebor (Nigeria)
- Veran Matic (Servië)
- Ricardo Uceda (Peru)

1994
- Iqbal Athas (Sri Lanka)
- Aziz Nesin (Turkije)
- Yndamiro Restano (Cuba)
- Daisy Li Yuet-Wah (Hongkong)
- Navidi Vakhsh (Tadzjikistan) (postuum)

1995
- Jevgeni Kiseljov (Rusland)
- José Rubén Zamora Marroquín en Siglo Veintiuno (Guatemala)
- Fred M’membe (Zambia)
- Ahmad Taufik (Indonesië)
- Veronica Guerin (Ierland)

1996
- Yusuf Jameel (India)
- Jesús Blancornelas (Mexico)
- Daoud Kuttab (Palestijnse Gebieden)
- Oscak Isik Yurtçu en Özgür Gündem (Turkije)

1997
- Chris Anyanwu (Nigeria)
- Ying Chan en Shieh Chung-liang (Hongkong)
- Freedom Neruda (Ivoorkust)
- Viktor Ivancic (Kroatië)
- Jalena Masjoek (Rusland)

1998
- Grémah Boucar (Niger)
- Gustavo Gorriti (Peru)
- Goenawan Mohamad (Indonesië)
- Pavel Sjeremet (Wit-Rusland)
- Ruth Simon (Eritrea)

1999
- Jesús Joel Díaz Hernández (Cuba)
- Baton Haxhiu (Kosovo)
- Jugnu Mohsin en Najam Sethi (Pakistan)
- María Cristina Caballero (Colombia)

2000
- Zeljko Kopanja (Bosnië en Herzegovina)
- Modeste Mutinga (Congo-Kinshasa)
- Steven Gan (Maleisië)
- Mashallah Shamsolvaezin (Iran)

2000
- Zeljko Kopanja (Bosnië en Herzegovina)
- Modeste Mutinga (Congo-Kinshasa)
- Steven Gan (Maleisië)
- Mashallah Shamsolvaezin (Iran)

2001
- Jiang Weiping (Volksrepubliek China)
- Geoffrey Nyarota (Zimbabwe)
- Horacio Verbitsky (Argentinië)
- Mazen Dana (Palestijnse Gebieden)

2002
- Ignacio Gómez (Colombia)
- Tipu Sultan (Bangladesh)
- Irina Petroesjova (Kazachstan)
- Fesshaye Yohannes (Eritrea)

2003
- Abdul Samay Hamed (Afghanistan)
- Aboubakr Jamai (Marokko)
- Moesa Moeradov (Rusland)
- Manuel Vázquez Portal (Cuba)

2004
- Svetlana Kalinkina (Wit-Rusland)
- Aung Pwint en Thaung Tun (Nyein Thit) (Myanmar)
- Alexis Sinduhije (Burundi)
- Paul Klebnikov (Verenigde Staten) (postuum)

2005
- Galima Bukharbaeva (Oezbekistan)
- Beatrice Mtetwa (Zimbabwe)
- Lúcio Flávio Pinto (Brazilië)
- Shi Tao (Volksrepubliek China)

2006
- Jesús Abad Colorado (Colombia)
- Jamal Amer (Jemen)
- Madi Ceesay (Gambia)
- Atwar Bahjat (Irak) (postuum)

2007
- Mazhar Abbas (Pakistan)
- Dmitri Moeratov (Rusland)
- Adela Navarro Bello (Mexico)
- Gao Qinrong (Volksrepubliek China)

2008
- Bilal Hussein (Irak)
- Danish Karokhel en Farida Nekzad (Afghanistan)
- Andrew Mwenda (Oeganda)
- Héctor Maseda Gutiérrez (Cuba)

2009
- Mustafa Haji Abdinur (Somalië)
- Naziha Réjiba (Tunesië)
- Eynulla Fatullayev (Azerbeidzjan)
- J. S. Tissainayagam (Sri Lanka)

2010
- Mohammad Davari (Iran)
- Nadira Isajeva (Rusland)
- Dawit Kebede (Ethiopië)
- Laureano Márquez (Venezuela)

2011
- Mansoor al-Jamri (Bahrein)
- Natalja Radina (Wit-Rusland)
- Javier Valdez Cárdenas (Mexico)
- Umar Cheema (Pakistan)

2012
- Mauri König (Brazilië)
- Dhondup Wangchen (China)
- Azimjon Askarov (Kirgizië)
- Mae Azango {Liberia)

2013
- Janet Hinostroza (Ecuador)
- Bassem Youssef (Egypte)
- Nedim Şener (Turkije)
- Nguyen Van Hai (Vietnam)

2014
- Aung Zaw (Myanmar)
- Siamak Ghaderi (Iran)
- Michail Zygar (Rusland)
- Ferial Haffajee (Zuid-Afrika)

2015
- Cándido Figueredo Ruíz (Paraguay)
- Raqqa is Being Slaughtered Silently (Syrië)
- Zone 9 Bloggers (Ethiopië)
- Zulkiflee Anwar Ulhaque “Zunar” (Maleisië)

2016
- Mahmoud Abou Zeid (Egypte)
- Malini Subramaniam (India)
- Can Dündar (Turkije)
- Óscar Martínez (El Salvador)

2017
- Pravit Rojanaphruk (Thailand)
- Ahmed Abba (Kameroen)
- Patricia Mayorga (Mexico)
- Afrah Nasser (Jemen))

2018
- Amal Habani (Soedan)
- Nguyen Ngoc Nhu Quynh (Vietnam)
- Luz Mely Reyes (Venezuela)
- Anastasia Stanko (Oekraïne)

2019
- Neha Dixit (India)
- Patrícia Campos Mello (Brazilië)
- Lucía Pineda Ubau en Miguel Mora (Nicaragua)
- Maxence Melo Mubyazi (Tanzania)

2020
- Shahidul Alam (Bangladesh)
- Mohammad Mosaed (Iran)
- Dapo Olorunyomi (Nigeria)
- Svetlana Prokopyeva (Rusland)

2021
- Katsiaryna Barysevich (Wit-Rusland)
- Anastasia Mejía (Guatemala)
- Matías Guente (Mozambique)
- Aye Chan Naing (Myanmar)

2022
- Abraham Jiménez Enoa (Cuba)
- Niyaz Abdullah (Irak)
- Sevgil Musayeva (Oekraïne)
- Phạm Đoan Trang (Vietnam)

2023
- Nika Gvaramia (Georgië)
- Matías Guente (Mozambique)
- Aye Chan Naing (Myanmar)
- Ferdinand Ayité (Togo)

2024
- Shrouq Al Aila (Gazastrook)
- Alsu Kurmasheva (VS - Rusland)
- Quimy de León (Guatemala)
- Samira Sabou (Guatemala)